# Strimkremla
Strimkremla (Russula nauseosa) är en svampart som först beskrevs av Christiaan Hendrik Persoon, och fick sitt nu gällande namn av Elias Fries 1838. Strimkremla ingår i släktet kremlor och familjen kremlor och riskor.  Arten är reproducerande i Sverige. Inga underarter finns listade i Catalogue of Life.

## Galleri

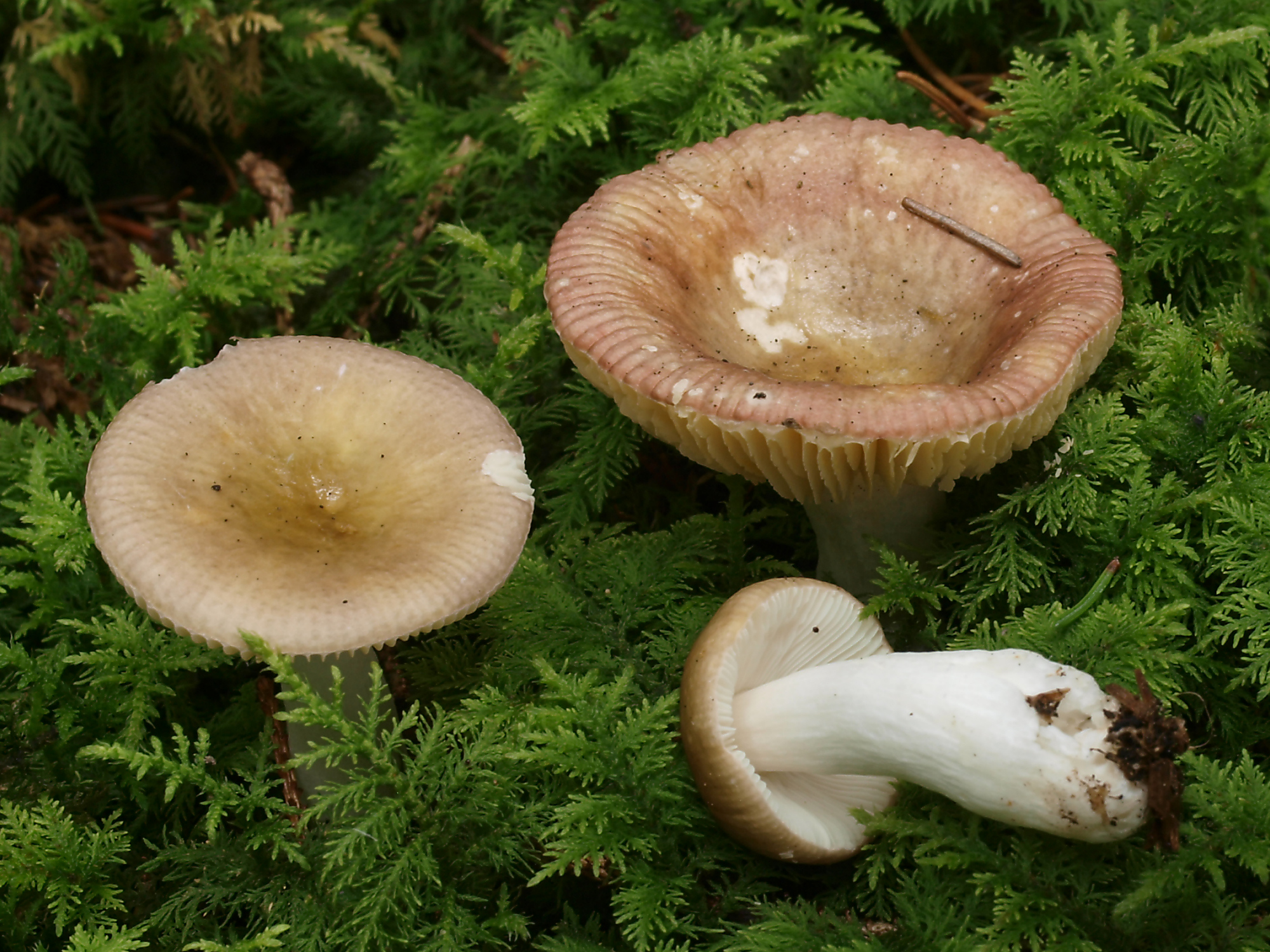
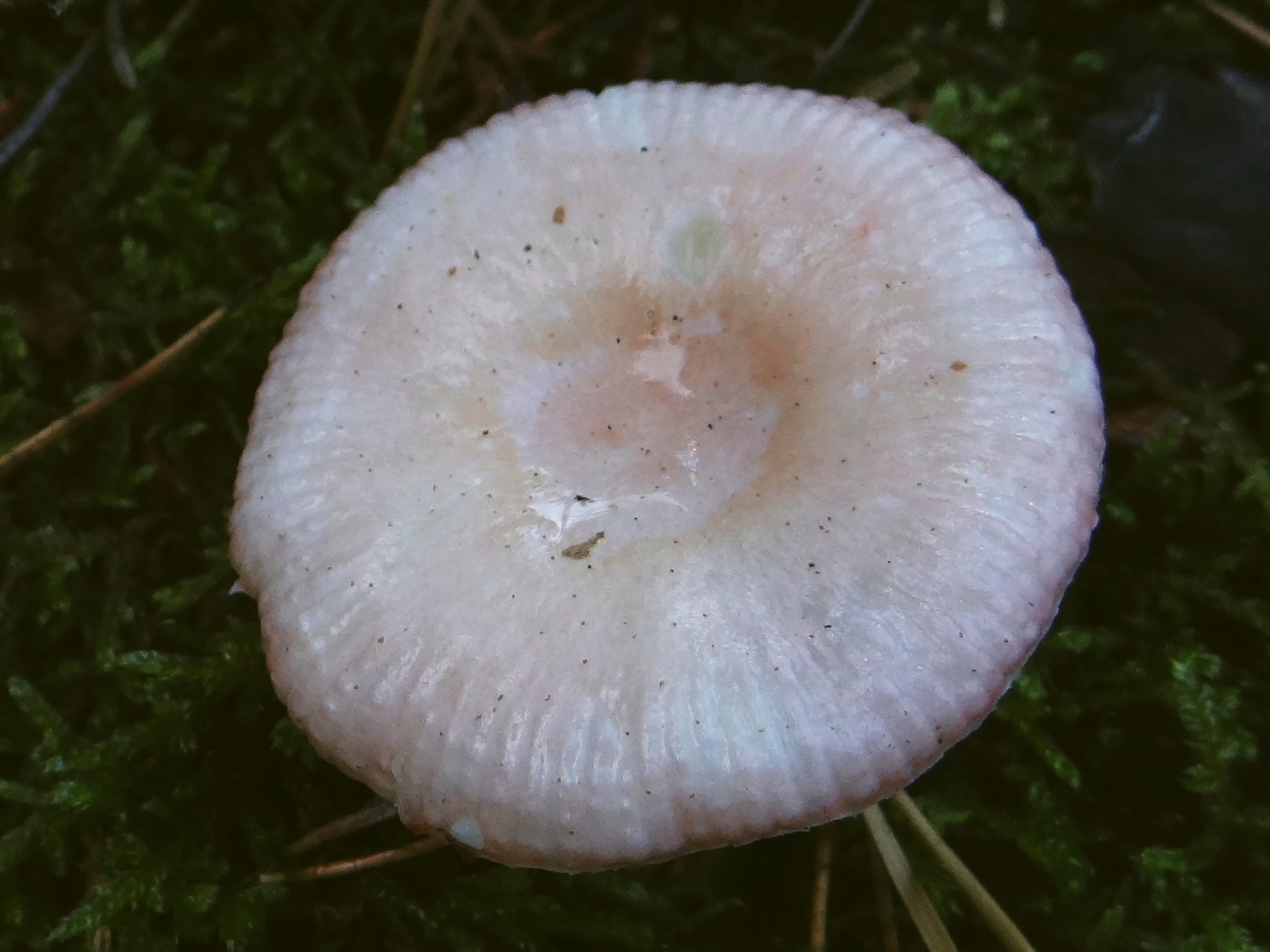
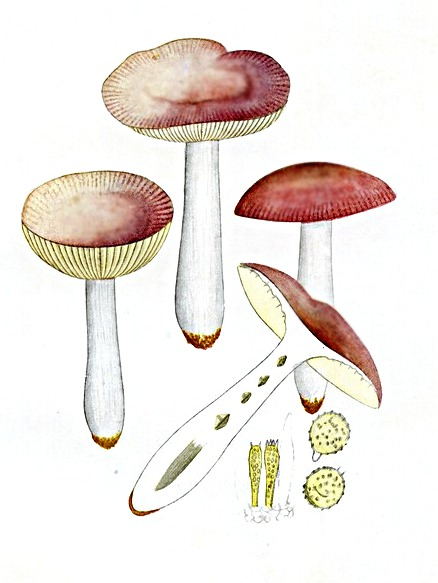
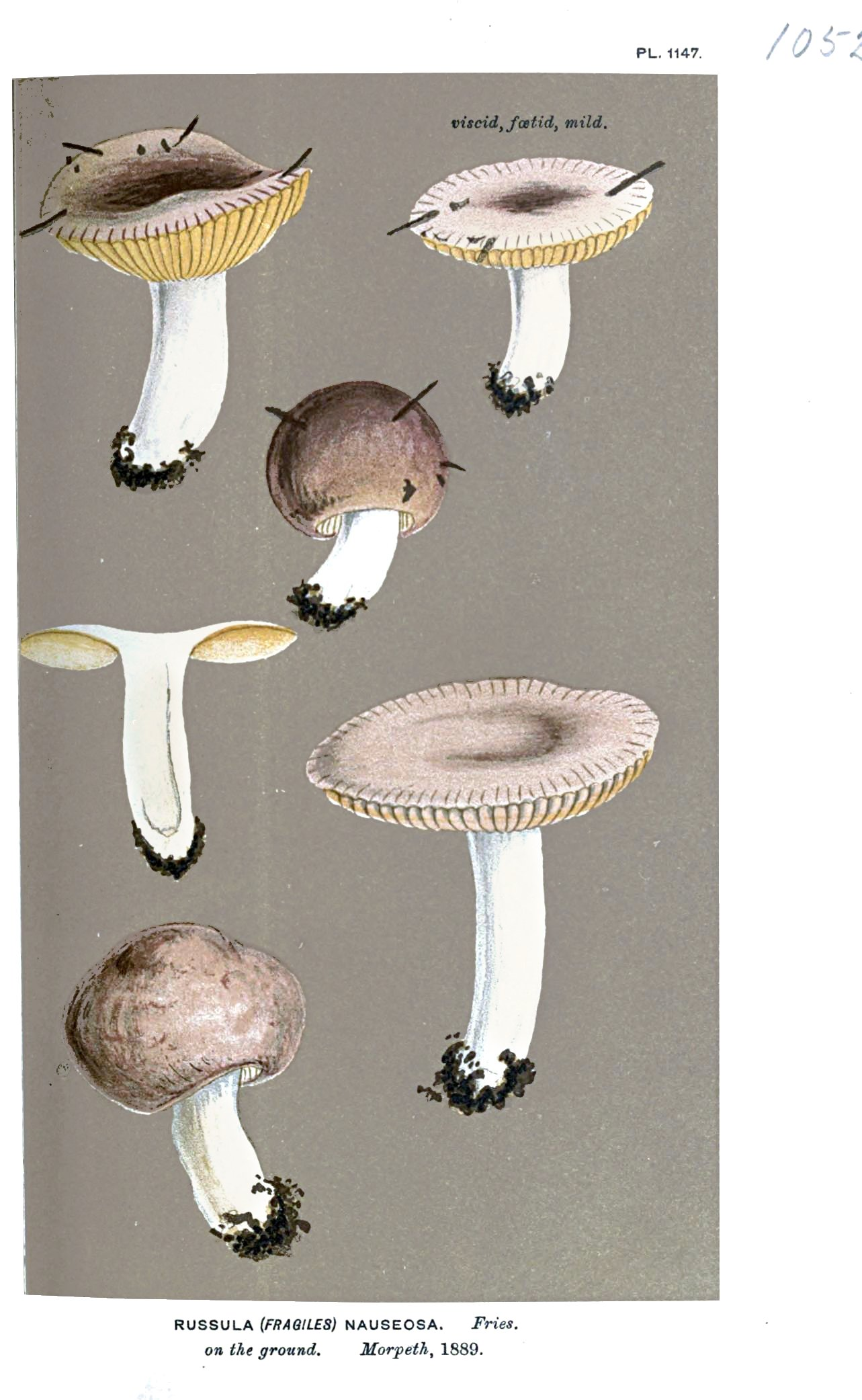

### Fotnoter
1. ↑  J.E. Lange (1940) , In: Fl. Agaric. Danic. 5:81
2. ↑  Pers. (1801) , In: Syn. meth. fung. (Göttingen) 2:446
3. ↑  E.M. Fries (1838) , In: Epicr. syst. mycol. (Upsaliae):363
4. 1 2  Bisby F.A., Roskov Y.R., Orrell T.M., Nicolson D., Paglinawan L.E., Bailly N., Kirk P.M., Bourgoin T., Baillargeon G., Ouvrard D. (red.) (25 februari 2011). ”Species 2000 & ITIS Catalogue of Life: 2011 Annual Checklist.”. Species 2000: Reading, UK. http://www.catalogueoflife.org/annual-checklist/2011/search/all/key/russula+nauseosa/match/1. Läst 24 september 2012.
5. ↑  Species Fungorum. Kirk P.M., 2010-11-23
6. 1 2  Dyntaxa Strimkremla